# Carlo Paganini
Carlo Paganini (Milano, 1857 – Genova, 1926) è stato un fotografo italiano, fra quelli più rilevanti attivi in Liguria a cavallo fra il XIX e il XX secolo.

## Biografia

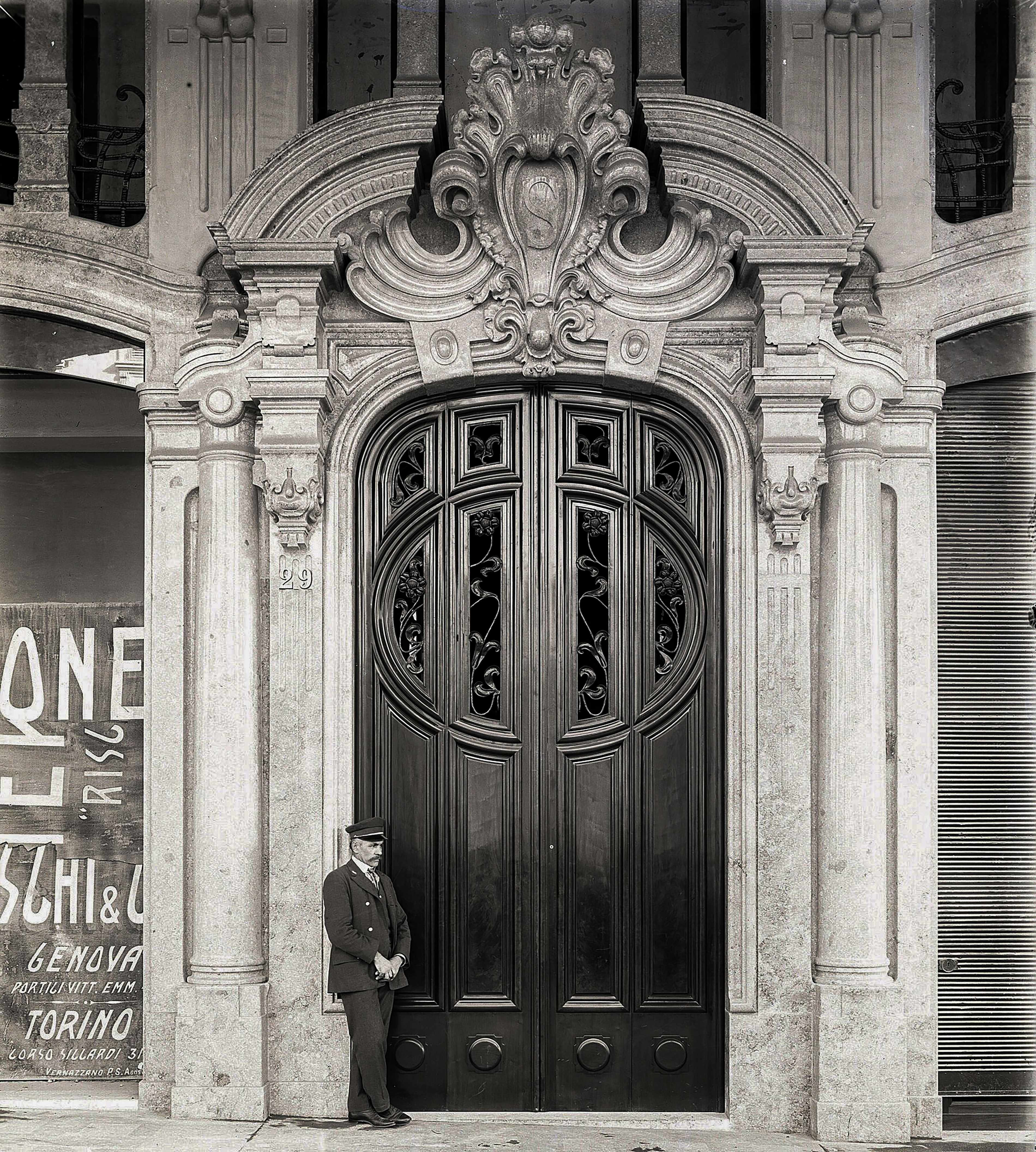
Una delle opere di Paganini che raffigura il portale di ingresso di Palazzo Orzali

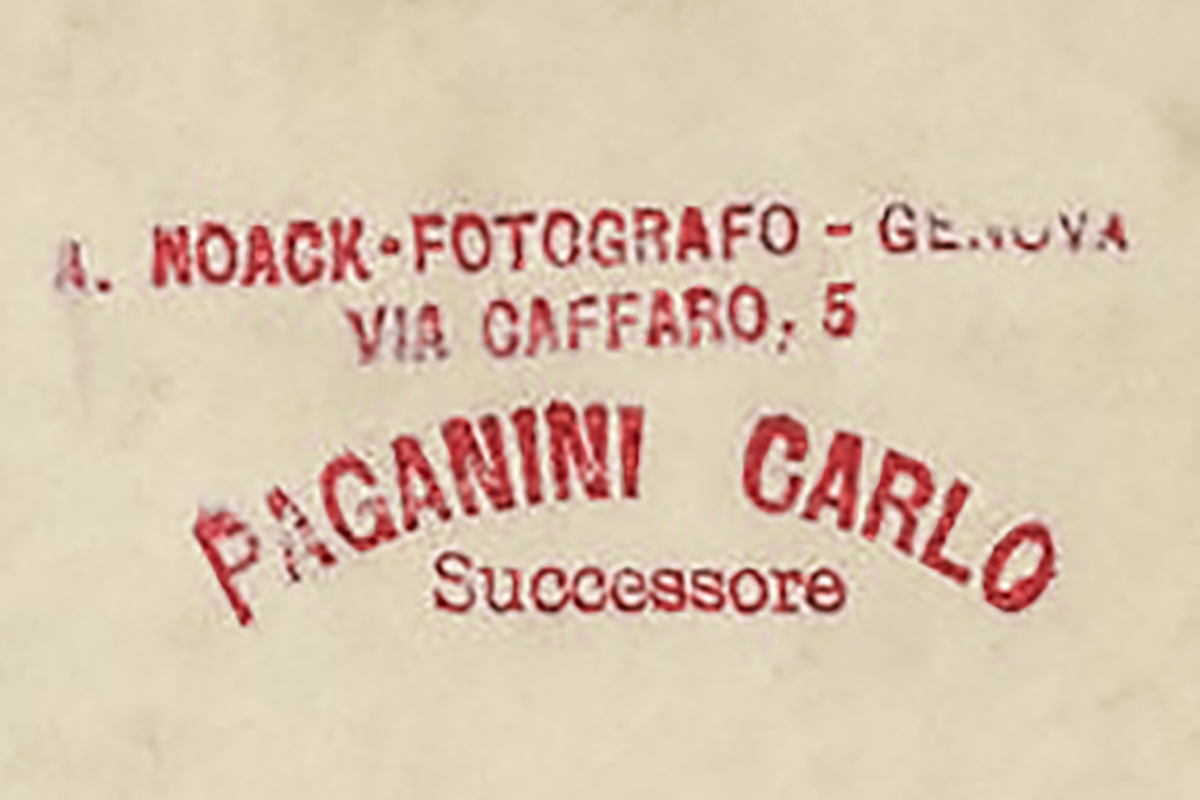
Il timbro usato da Paganini dopo il subentro nella gestione dello studio di Alfred Noack

Carlo Paganini nacque a Milano nel 1857, figlio di Giulia Piot e del pittore e fotografo Luigi Paganini (1816-1875), residente a Genova in via San Sebastiano. La sua attività di fotografo è attestata almeno dal 1887 e fu attivo principalmente a Genova, Savona e, più in generale, nel Nord Italia e nella Riviera ligure, ma anche a Venezia.
Nel 1895 risultava testimone nell'atto di morte del celebre fotografo Alfred Noack, col quale Paganini aveva instaurato un legame professionale e ragionevolmente di amicizia. Dall'anno successivo iniziò col figlio di Noack, Ernesto, a gestire lo studio del fotografo tedesco, il catalogo, e la produzione artistica. Alla produzione dello studio aggiunse le proprie opere, talora pubblicandole sotto il nome di Noack, talora ripubblicando opere di Noack sotto il proprio e ancora, più raramente, col nome di entrambi. Nel 1903, alla morte prematura di Ernesto Noack, fu testimone anche nel suo atto di morte, ed ereditò la piena gestione dello studio fotografico, del quale diventò gerente-direttore. Nel 1905 pubblicò il catalogo delle fotografie di Alfred Noack.
L'influenza dell'arte e dello stile di Noack su quelli di Paganini fu evidente, tale da finire in alcuni casi per sovrapporvisi interamente, anche per la summenzionata decisione di gestire congiuntamente le proprie opere e le ripubblicazioni di quelle del fotografo tedesco dopo la sua morte. Questa pratica fu probabilmente decisa da Paganini per ragioni di mercato: da un lato facendo uso del nome del suo celebre predecessore sulle proprie opere per non disorientare la clientela, dall'altro utilizzando il proprio nome sulle opere di Noack per ampliare il catalogo a sé intestato. La produzione artistica di Paganini, fortemente legata alla tradizione ottocentesca, fu comunque caratterizzata da qualità, eleganza e tecnica. Dell'epoca ottocentesca, Paganini conservò nel nuovo secolo sia le dimensioni delle stampe, sia le tecniche di produzione nello studio fotografico (gelatina ai sali d'argento, carta baritata e stampa a contatto), sia la tonalità cromatica delle stampe, sottoponendole a trattamenti di viraggio per conferire una colorazione simile alla stampa all'albume propria del XIX secolo. Tecnicamente edotto e capace nella composizione, fu fotografo privato per Palazzo Rocca di Chiavari, ma operò anche attivamente al Cimitero monumentale di Staglieno, e nell'ampliamento e gestione dell'ampio catalogo dello studio, alternando soggetti con composizioni di ispirazione pittorica, tipiche della produzione fotografica più tradizionale, a rare digressioni nel campo più prossimo alla cronaca documentaristica, sempre più diffusa nel XX secolo.
Alla sua morte avvenuta nel 1926 (nel 1930 per altre fonti), la figlia Maria Paganini (1874-1973), anch'ella fotografa, ne ereditò l'archivio di 4000 negativi e lo vendette poi al Comune di Genova per 20.000 lire, rendendo di proprietà pubblica l'ampio fondo fotografico di significativo valore sia storico che artistico.
Opere di Paganini sono conservate in rilevanti collezioni e fondi pubblici e privati, come il DocSai, l'Archivio Storico Intesa Sanpaolo, la Fondazione Alinari per la Fotografia, il fondo AACST, e altri.